# Орегон-Сити
Орегон-Сити (англ. Oregon City) — город в штате Орегон, США. Окружной центр округа Клакамас. В 2010 году в городе проживали 31 859 человек.

## Географическое положение
Город находится восточном берегу Уилламетта. По данным Бюро переписи населения США Орегон-Сити имеет площадь 26,2 квадратных километров. Он входит в агломерацию Портленда.

## История
Орегон-Сити был основан в 1829 году сотрудниками Компании Гудзонова залива. Первым названием города был Уилламетт-Фолс, в 1842 году он был переименован в Орегон-Сити. 1844 году поселение получило официальный статус города, первое к западу от Скалистых гор. Орегон-Сити был центром торговли мехом и миссии миссионеров-методистов. Развитие Орегон-Сити продолжалось за счёт наземной миграции. Было построено несколько мельниц. После начала золотой лихорадки в Калифорнии в 1847 году часть населения Орегона уехала на юг, однако это стимулировало развитие промышленности и торговли. Несколько шахтёров вернулись в этот район после того, как прошла золотая лихорадка. К 1849 году население Орегон-Сити было более 900 человек.
После образования территории Орегона в 1848 году, Орегон-Сити стал его столицей. В 1852 году центр территории был в Сейлеме. В 1850-м году по реке Уилламетт был пущен первый пароход, что увеличило торговлю.

## Население
| Год переписи | Нас.  |  | %±    |
| ------------ | ----- |  | ----- |
| 1860         | 1229  |  | —     |
| 1870         | 1382  |  | 12,4% |
| 1880         | 1262  |  | −8,7% |
| 1890         | 3167  |  | 151%  |
| 1900         | 3494  |  | 10,3% |
| 1910         | 4987  |  | 42,7% |
| 1920         | 5686  |  | 14%   |
| 1930         | 5761  |  | 1,3%  |
| 1940         | 6124  |  | 6,3%  |
| 1950         | 7082  |  | 15,6% |
| 1960         | 7996  |  | 12,9% |
| 1970         | 9176  |  | 14,8% |
| 1980         | 14673 |  | 59,9% |
| 1990         | 14698 |  | 0,2%  |
| 2000         | 25754 |  | 75,2% |
| 2010         | 31859 |  | 23,7% |
| 2018         | 37129 |  | 16,5% |

По данным переписи 2010 года население Орегон-Сити составляло 31 859 человек (из них 49,3 % мужчин и 50,7 % женщин), в городе было 11 973 домашних хозяйств и 8206 семья. Расовый состав: белые — 91,1 %, коренные американцы — 0,9 % афроамериканцы — 0,6 %, азиаты — 1,7 % и представители двух и более рас — 3,1 %. 7,3 % населения города — латиноамериканцы (5,7 % мексиканцев).
Население города по возрастному диапазону по данным переписи 2010 года распределилось следующим образом: 25,5 % — жители младше 18 лет, 4,1 % — между 18 и 21 годами, 59,2 % — от 21 до 65 лет и 11,2 % — в возрасте 65 лет и старше. Средний возраст населения — 36,3 года. На каждые 100 женщин в Орегон-Сити приходилось 97,3 мужчин, при этом на 100 совершеннолетних женщин приходилось уже 95,4 мужчин сопоставимого возраста.
Из 11 973 домашнего хозяйства 68,5 % представляли собой семьи: 50,7 % совместно проживающих супружеских пар (22,7 % с детьми младше 18 лет); 12,4 % — женщины, проживающие без мужей и 5,4 % — мужчины, проживающие без жён. 31,5 % не имели семьи. В среднем домашнее хозяйство ведут 2,61 человека, а средний размер семьи — 3,07 человека. В одиночестве проживали 23,5 % населения, 8,3 % составляли одинокие пожилые люди (старше 65 лет).

## Экономика
В 2017 году из 27 879 человек старше 16 лет имели работу 17 836. При этом мужчины имели медианный доход в 54 129 долларов США в год против 49 653 долларов среднегодового дохода у женщин. В 2016 году медианный доход на семью оценивался в 79 772 $, на домашнее хозяйство — в 68 813 $. Доход на душу населения — 30 667 $ в год. 5,6 % от всего числа семей в Орегон-Сити и 9,5 % от всей численности населения находилось на момент переписи за чертой бедности.